# ریچارد کیل
 ریچارد کیل (انگلیسی: Richard Kiel؛ زادهٔ ۱۳ سپتامبر ۱۹۳۹) هنرپیشه اهل ایالات متحده آمریکا بود. وی از سال ۱۹۶۰ تا ۲۰۱۴ میلادی مشغول فعالیت بود.
ریچاد کیل بیشتر برای بازی در نقش شخصیت‌های منفی فیلم‌های جیمز باند شناخته می‌شود از جمله آن ها می توان به حضور در فیلم جاسوسی که دوستم داشت اشاره کرد. قد بلند و ظاهر او از عوامل موفقیتش در این نقش‌ها دانسته می‌شوند. او به عنوان صداپیشه نیز به فعالیت می‌پرداخت.
از دیگر فیلم‌های او می‌توان به نیروی ۱۰ از ناوارون، خیلی خوب و انسان‌نما اشاره کرد.
کیل در ۱۰ سپتامبر ۲۰۱۴ در سن ۷۴ سالگی در بیمارستانی در فرزنو کالیفرنیا درست ٣ روز قبل از تولد ٧۵ سالگی خود به علت سکته قلبی درگذشت.